# Torrelara
Torrelara község Spanyolországban, Burgos tartományban. Torrelara Revilla del Campo és Villoruebo községekkel határos. Lakosainak száma 32 fő (2024).

## Népesség
A település népessége az utóbbi években az alábbiak szerint változott:
| Lakosok száma | 26   | 26   | 24   | 24   | 32   | 34   | 36   | 33   | 33   | 32   |
|               | 2001 | 2004 | 2006 | 2009 | 2011 | 2014 | 2016 | 2019 | 2021 | 2024 |